# Stefan Vujić
Stefan Vujić (serbisch-kyrillisch Стефан Вујић; * 6. Juli 1991 in Rijeka, SFR Jugoslawien) ist ein kroatisch-serbischer Handballspieler.

## Karriere

### Verein
Der 1,92 m große mittlere Rückraumspieler spielte in Kroatien für RK Poreč, bevor er im Februar 2013 zum französischen Erstligisten HBC Nantes wechselte. Im EHF-Pokal 2012/13 unterlag er mit Nantes im Endspiel den Rhein-Neckar Löwen mit 24:26. Zur Saison 2014/15 wechselte der Rechtshänder zu Istres Provence Handball, mit dem er am Saisonende in die zweite französische Liga abstieg. Daraufhin unterschrieb er beim kroatischen Rekordmeister RK Zagreb, mit dem er 2016 und 2017 jeweils Meisterschaft und Pokal gewann. Von 2017 bis 2019 spielte Vujić für Steaua Bukarest, ehe er zum Stadtrivalen Dinamo Bukarest wechselte. Mit Dinamo wurde er 2021 rumänischer Meister, 2020 und 2021 rumänischer Pokalsieger sowie 2019 und 2020 rumänischer Supercupsieger. Seit 2021 läuft er für CS Minaur Baia Mare auf.

### Nationalmannschaft
Mit der kroatischen Nationalmannschaft gewann Stefan Vujić bei den Mittelmeerspielen 2013 die Silbermedaille.
Nach Einhaltung der dreijährigen Sperrfrist lief er für Serbien auf. Mit der serbischen A-Nationalmannschaft belegte er bei der Weltmeisterschaft 2019 den 18. Platz sowie bei der Europameisterschaft 2018 den 12. Platz und bei der Europameisterschaft 2020 den 20. Platz. Bisher bestritt er mindestens 29 Länderspiele, in denen er 51 Tore erzielte.